# هوندا إندي جائزة ألباما الكبرى 2016
هوندا إندي جائزة ألباما الكبرى 2016 هو سباق فورمولا 1 أقيم بتاريخ 24 أبريل 2016. حلّ الفرنسي سيمون باغيناود أولا بينما جاء الأمريكي غراهام رحال في المركز الثاني وحصل على المركز الثالث الأمريكي جوزيف نيوقاردن.